# Сехнуссах мак Блатмайк
Сехнуссах мак Блатмайк (Сехнассах мак Блатмайк; др.‑ирл. Sechnussach mac Blathmaic; убит в ноябре 671) — король Бреги и верховный король Ирландии (665—671) из рода Сил Аэдо Слане, ветви Южных Уи Нейллов.

## Биография
Сехнуссах был одним из сыновей Блатмака мак Аэдо Слане и его супруги Эйтн, дочери Бренанна Далла. Его отец правил Брегой и владел титулом верховного короля Ирландии совместно со своим братом Диармайтом мак Аэдо Слане. По свидетельству ирландских анналов, оба короля-соправителя скончались в 665 году. Вероятно, они стали жертвами эпидемии чумы, в то время свирепствовавшей в Ирландии и Британии. После них власть над Брегой и титул верховного короля перешёл к Сехнуссаху.
Хотя в записанной в правление Финснехты Пиролюбивого саге «Видение Конна», содержащей наиболее древний список королей Тары, имя Сехнуссаха мак Блатмайка отсутствует, однако этот монарх как верховный король Ирландии упоминается в других исторических источниках (например, в анналах). Вероятно, причиной этого было желание автора «Видения Конна» возвеличить род своего покровителя Финснехты за счёт принижения статуса его врагов из родов Сил Аэдо Слане и Кенел Конайлл.
О правлении Сехнуссаха мак Блатмайка известно очень немного. В «Анналах четырёх мастеров» содержится свидетельство о богатой добыче, захваченной Сехнуссахом во время набегов. По свидетельству саги «Борома», Сехнуссах силой пытался получить с лейнстерцев традиционную дань скотом, которую те платили верховным королям. Несмотря на то, что в его войске, кроме воинов из Бреги, были отряды из королевств Кенел Конайлл, Айлех и Айргиалла, Сехнуссах потерпел поражение от короля Лейнстера Фаэлана мак Колмайна в сражении при Лерг Мна Фине и был вынужден бежать с поля боя. Из общеирландских событий того времени анналы сообщают о временном прекращении эпидемии чумы в 667 году и её последующем возобновлении, а также о голоде, вызванном в 670 году сильными снегопадами.
Достоверно известно о двух браках Сехнуссаха мак Блатмайка. Имя его первой супруги в источниках не упоминается. Дочерьми от этого брака были Мургал, Мумайн и Бе Файл (умерла в 741 году). Последняя из них была супругой короля Лейнстера Келлаха Куаланна. В свою очередь, сам Сехнуссах взял в жёны Финделб, дочь этого лейнстерского правителя. Эти брачные связи свидетельствуют о союзнических отношениях, существовавших в то время между верховным королём и лейнстерцами. Какие-либо сведения о существовании сыновей Сехнуссаха в исторических источниках отсутствуют.
Сехнуссах мак Блатмайк был убит в ноябре 671 года правителем септа Кенел Кайрпри Дуб Дуйном, владения которого располагались вблизи современного Клонарда. Возможно, это произошло 1 ноября. Новым правителем Бреги и верховным королём Ирландии стал брат погибшего монарха Кенн Фаэлад.